# Spanac
Spanacul (Spinacia oleracea) este o plantă cu flori legumicolă din familia Amaranthaceae, originară din Asia Centrală și de Vest. Frunzele sale verzi sunt consumate fie în stare proaspătă, fie păstrate în conserve, în pungi deshidratate sau congelate.
Este o plantă anuală (rareori bienală), care crește până la 30 cm înălțime. Spanacul poate ierna în regiunile temperate. Frunzele sunt alternative, simple, ovate până la triunghiulare și foarte variabile ca mărime: 2-30 cm lungime și 1-15 cm lățime, cu frunze mai mari la baza plantei și frunze mici mai pe partea superioară a tulpinii. Florile sunt galben-verzui, de 3-4 mm în diametru și se maturizează într-un grup de fructe mici, tari și uscate care conțin mai multe semințe.
În 2021, producția mondială de spanac a fost de 32,3 milioane de tone, China reprezentând 92% din total.
Spanacul este celebrat în benzile desenate Popeye ca o legumă bogată în fier, care îi dă eroului puterea sa, deși în realitate conținutul său de fier nu este deosebit de mare.

## Etimologie
Originar din persanul aspānāḵ, cuvântul a fost preluat ulterior de limba arabă drept isbanakh. A pătruns în limbile europene prin latină, care a evoluat în franțuzescul espinache (franceza modernă: épinard), de unde a fost preluat de englezi drept spinach la sfârșitul secolului al XIV-lea.

## Taxonomie
Spanacul comun (Spinacea oleracea) a fost mult timp considerat a fi în familia Chenopodiaceae, dar în 2003 acea familie a fost fuzionată cu Amaranthaceae în ordinul Caryophyllales.  În cadrul familiei Amaranthaceae sensu lato, spanacul aparține subfamiliei Chenopodioideae. 

## Descriere
Spanacul este o plantă legumicolă, anuală sau bienală, cu rădăcina fusiformă, tulpina dreaptă care nu trece de 30 cm înălțime, frunzele verzi lanceolate, largi la bază și mai înguste către vârf, de lungime de la 2 până la 30 cm și cu lățimea cuprinsă între 1 și 15 cm. 
Spre deosebire de marea majoritate a plantelor cu flori sau a plantelor folosite ca legume, spanacul este o plantă dioică, adică diferite plante pot avea fie flori masculine, fie flori feminine.
Polenizarea se face prin vânt (anemogamă): polenul, foarte mic și ușor, poate fi transportat la distanțe de kilometri. Acest lucru compensează faptul că florile, ele însele mici (3-4 mm) și galben-verzui, nu prea atrag insectele.

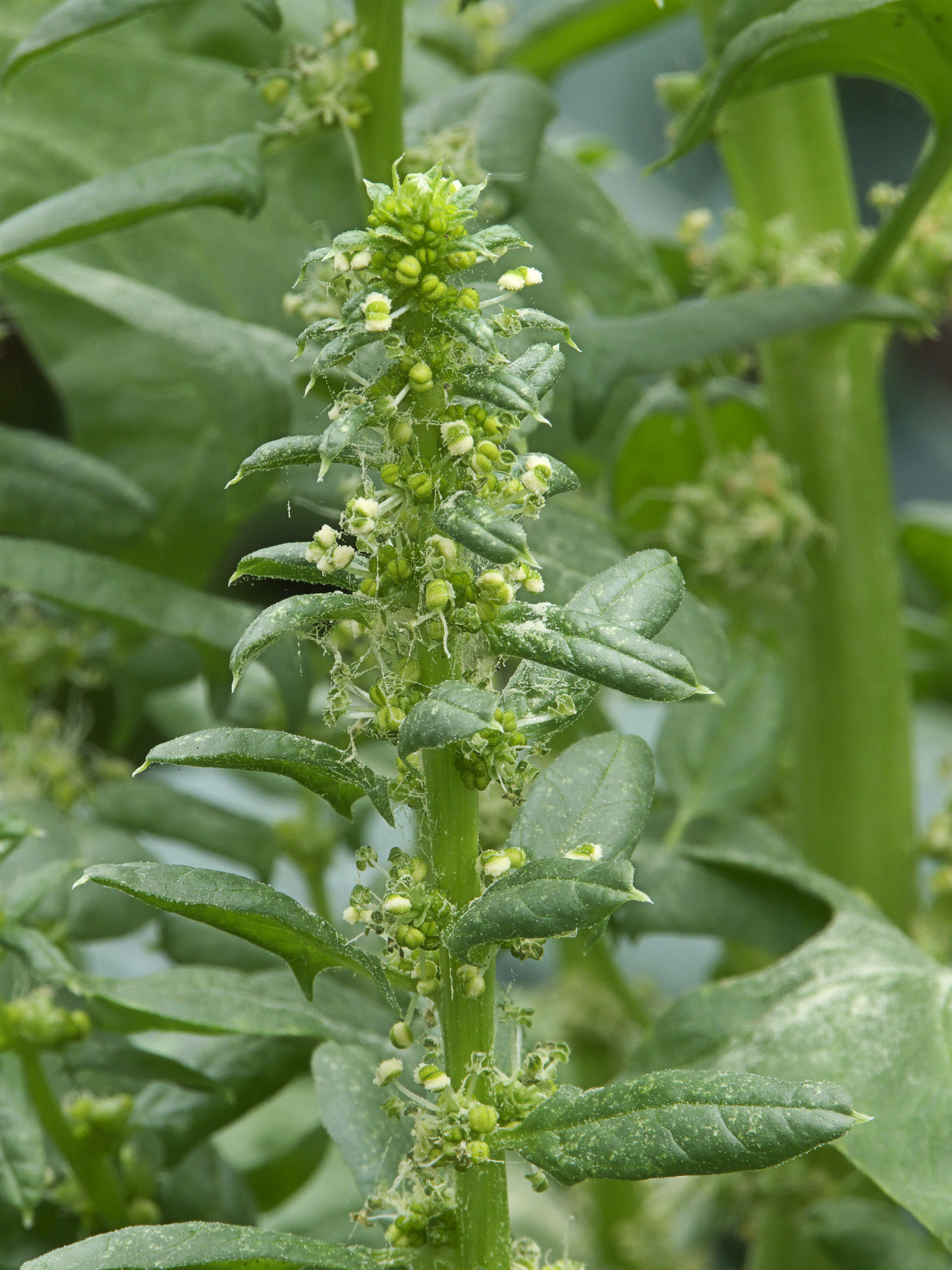
Spinacia oleracea, flori de gen masculin
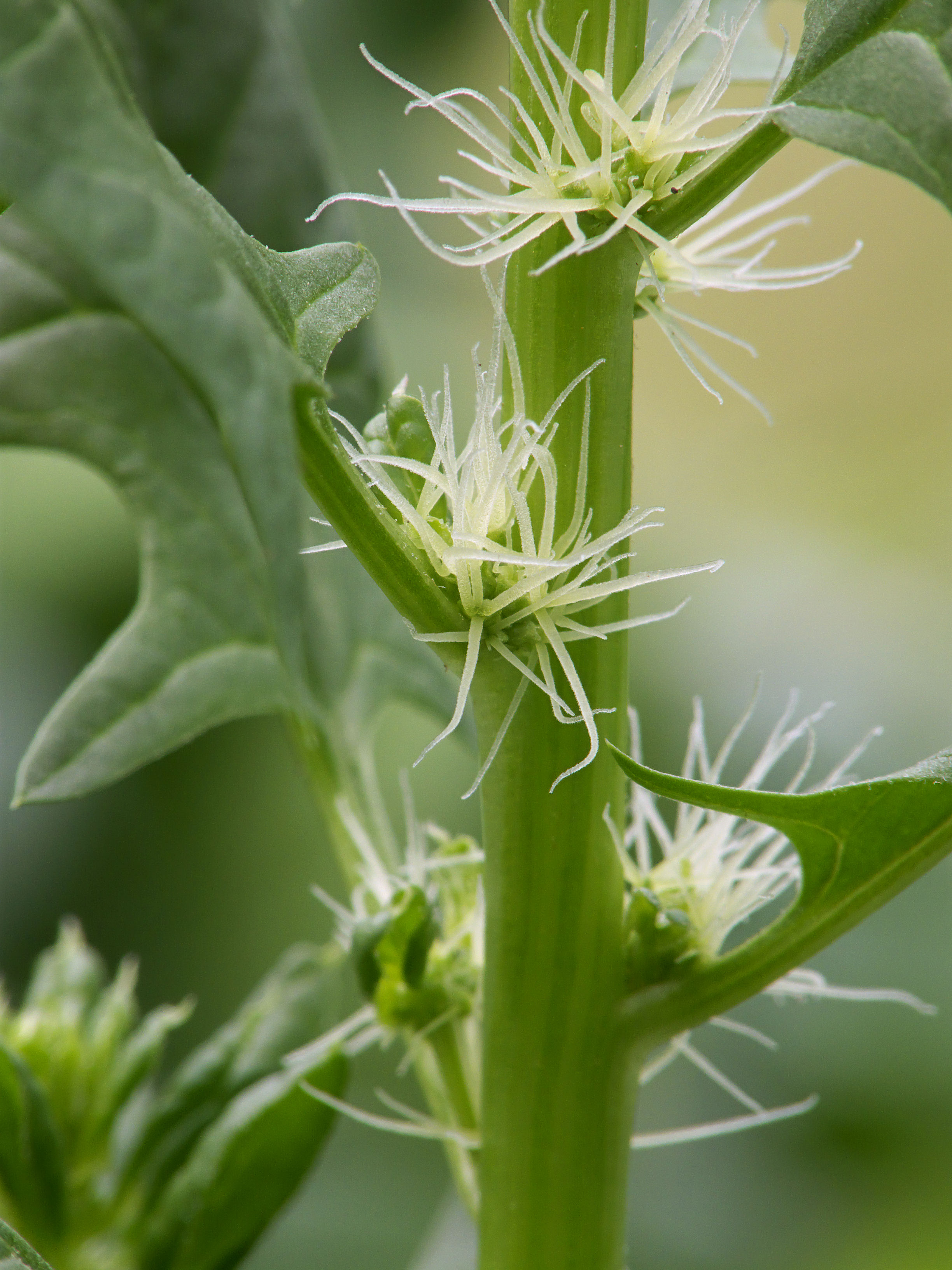
Spinacia oleracea, flori de gen feminin
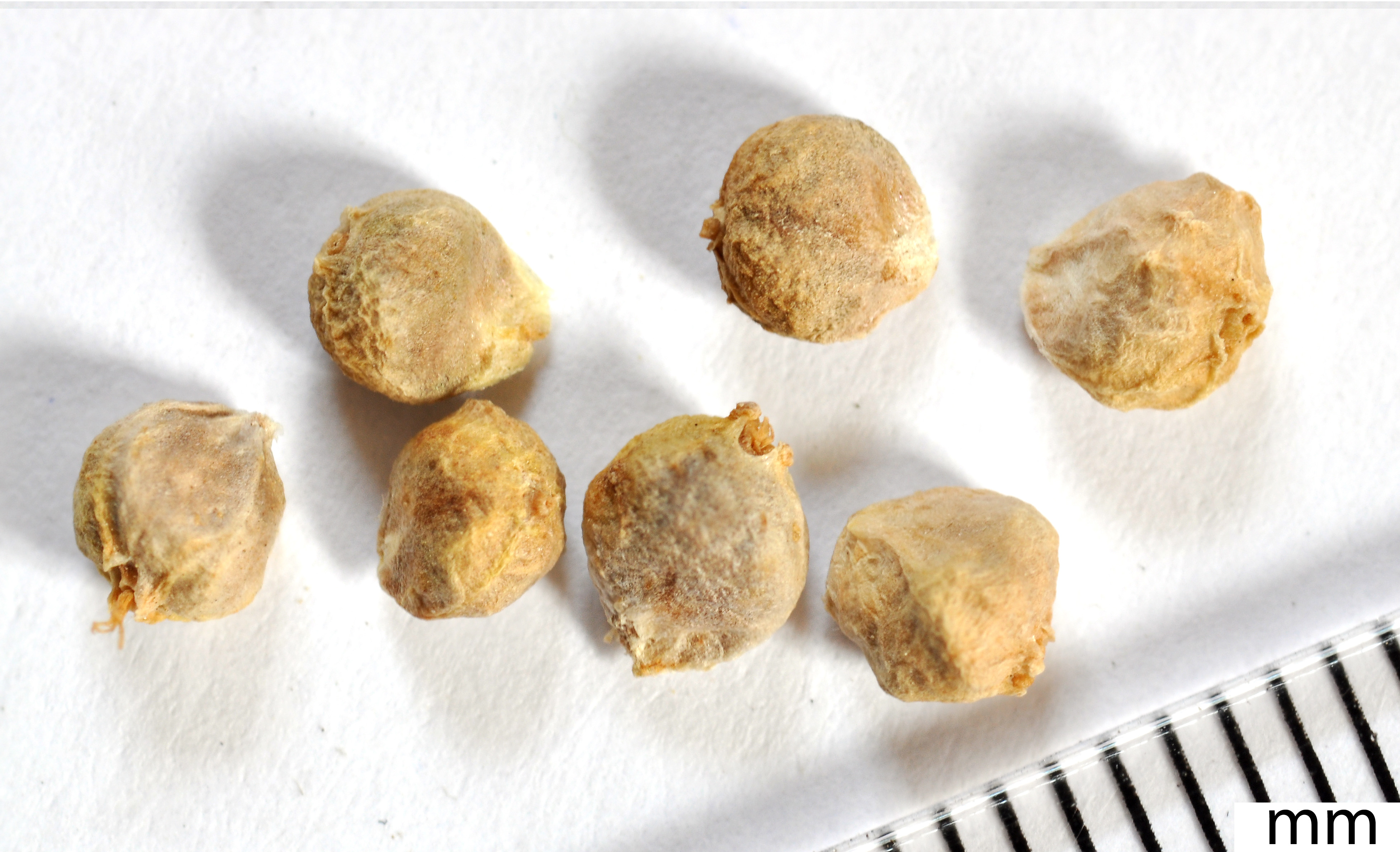
Semințe rotunde ale cultivarului „Monnopa”’
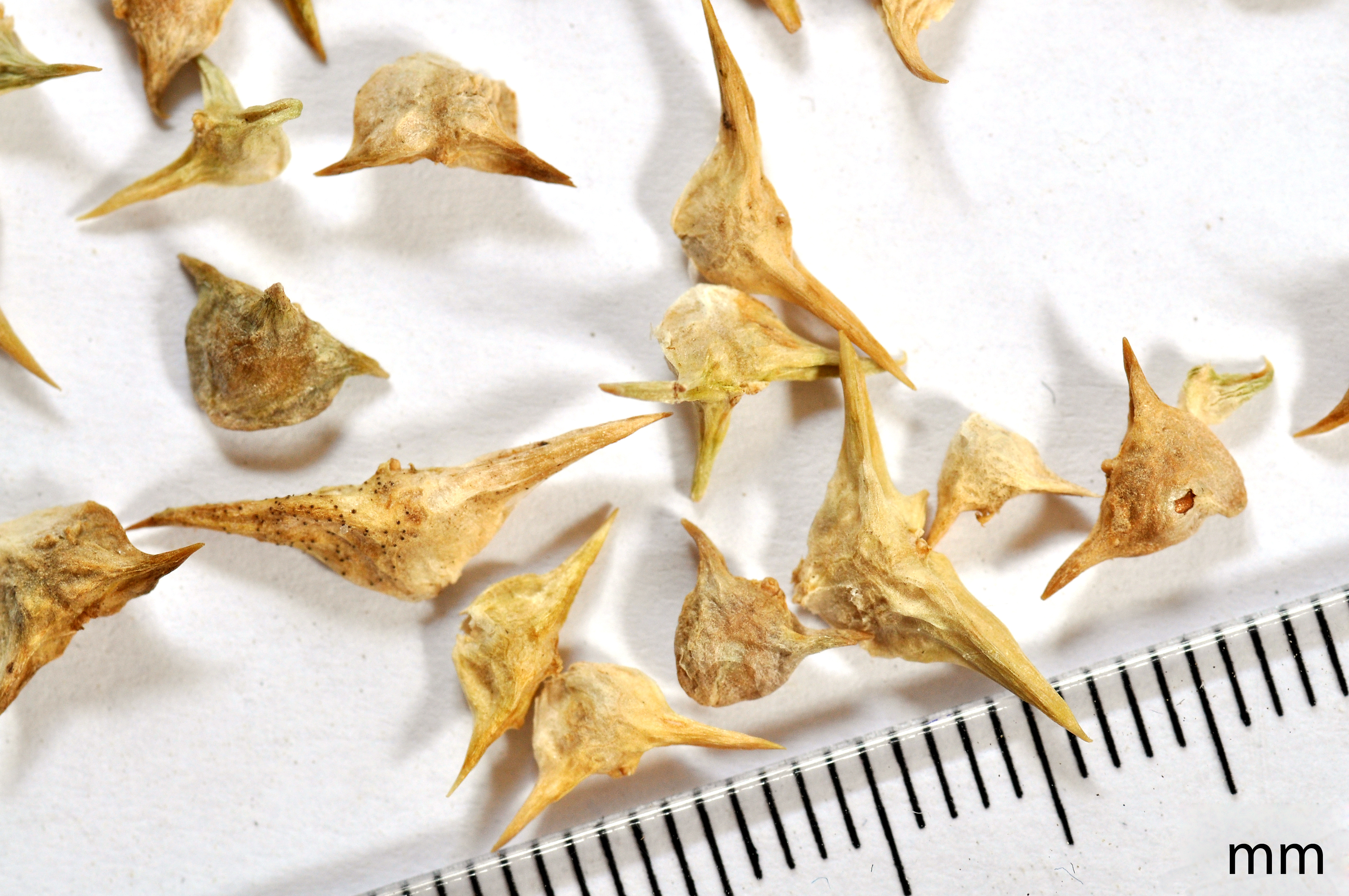
Semințe stelate ale cultivarului „Erste Ernte”

## Istorie
Spanacul își are originea în urmă cu aproximativ 2 000 de ani în Persia antică, din care a fost introdus în India și China antică prin Nepal în 647 d.Hr. ca „legumă persană”.  În anul 827 d.Hr., sarazinii au introdus spanacul în Sicilia.  Prima dovadă scrisă a spanacului în Marea Mediterană a fost consemnată în trei lucrări din secolul al X-lea: o lucrare medicală a lui al-Rāzī (cunoscută sub numele de Rhazes în Occident) și două tratate de agricultură, unul scris de Ibn Waḥshīyah și celălalt de Qusṭus al- Rūmī. Spanacul a fost, de asemenea, subiectul unui tratat special în secolul al XI-lea de Ibn Ḥajjāj.  Spanacul a devenit o legumă populară în Marea Mediterană arabă și a ajuns în Spania până la sfârșitul secolului al XII-lea, unde Ibn al-ʻAwwām l-a numit raʼīs al-buqūl, „ căpetenia verdețurilor cu frunze ”. 
Cel mai probabil este că spanacul a ajuns in Franța și de acolo mai departe în Anglia prin intermediul arabilor din Spania, deși nu este exclus să fi fost adus direct din Orient prin intermediul cruciadelor. Cuvântul espinarde este atestat în franceză pentru prima dată în 1256. Spanacul este menționat în prima carte de bucate engleză cunoscută, Forme of Cury (1390), unde este denumit „spinnedge” și „spynoches”. 
În Evul Mediu este menționat în cărți precum Ménagier de Paris sau Viandier și se consuma mai ales în perioada postului deoarece se recoltează la începutul anului . Caterina de Medici ar fi popularizat spanacul la curtea regală franceză, numind orice fel de mâncare care conținea spanac drept „florentin” pentru a-și onora locul de naștere, deși această ipoteză nu a fost suficient de coroborată istoric. În secolul al XVII-lea, cultivarea spanacului devine mai populară decât multe alte legume cu frunze, cum ar fi loboda sau leușteanul. În Franța, însă, spanacul are o răspândire scăzută, chiar dacă autori precum Stendhal  sau Alexandre Dumas încercă să îl popularizeze în secolul al XIX-lea. 
În timpul Primului Război Mondial, vinul fortificat cu suc de spanac a fost dat soldaților francezi răniți cu intenția de a le reduce sângerarea. 

## Utilizare
Spanacul este consumat în principal în formă crudă, în salate, dar poate fi gătit și în supe, creme sau caserole. Deși este folosit în special în mâncăruri de bază, se pare că spanacul a fost folosit și în rețete de dulciuri în Europa de Vest în perioada Renașterii  până în secolul al XIX-lea.

### Carte de bucate
Mai jos este listă orientativă și neexhaustivă de rețete de gătit în care spanacul este ingredientul principal:
- Aperitiv cu spanac - un aperitiv foarte des întâlnit în restaurantele din SUA făcut de obicei din spanac, anghinare și cremă de brânză.
- Börek - produs de patiserie cu origine turcească cunoscut în România drept burec sau trigon. Este o plăcintă în trei colțuri compusă din foi subțiri și umplută, printre altele, și cu spanac și brânză.
- Chiftele cu spanac
- Omletă cu spanac
- Quiche cu spanac
- Salată de spanac - de obicei conține roșii și brânză în sos italian sau vinaigrette
- Spanakopita - plăcintă tradițională grecească
- Supă de spanac - se face de obicei cu tăiței. O variantă cu tofu foarte des întâlnită în bucătăria asiatică este  numită supa de smarald cu jad alb
- Supă-cremă de spanac

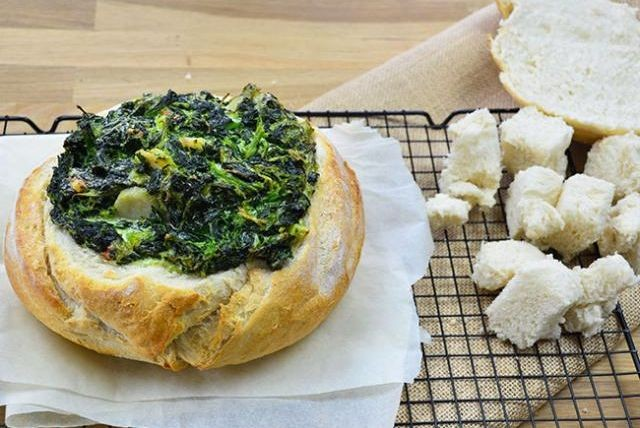
Aperitiv cu spanac
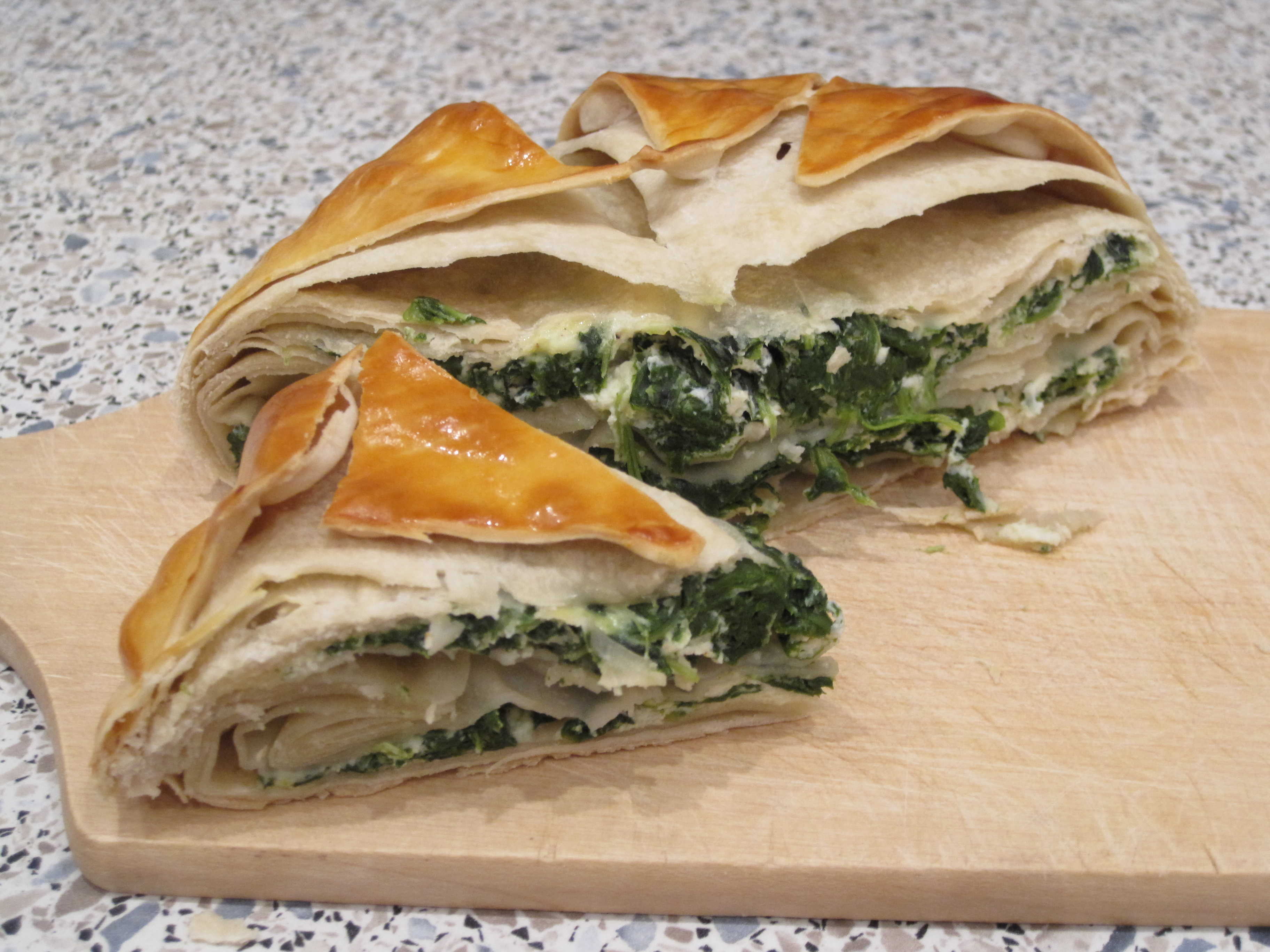
Börek cu spanac
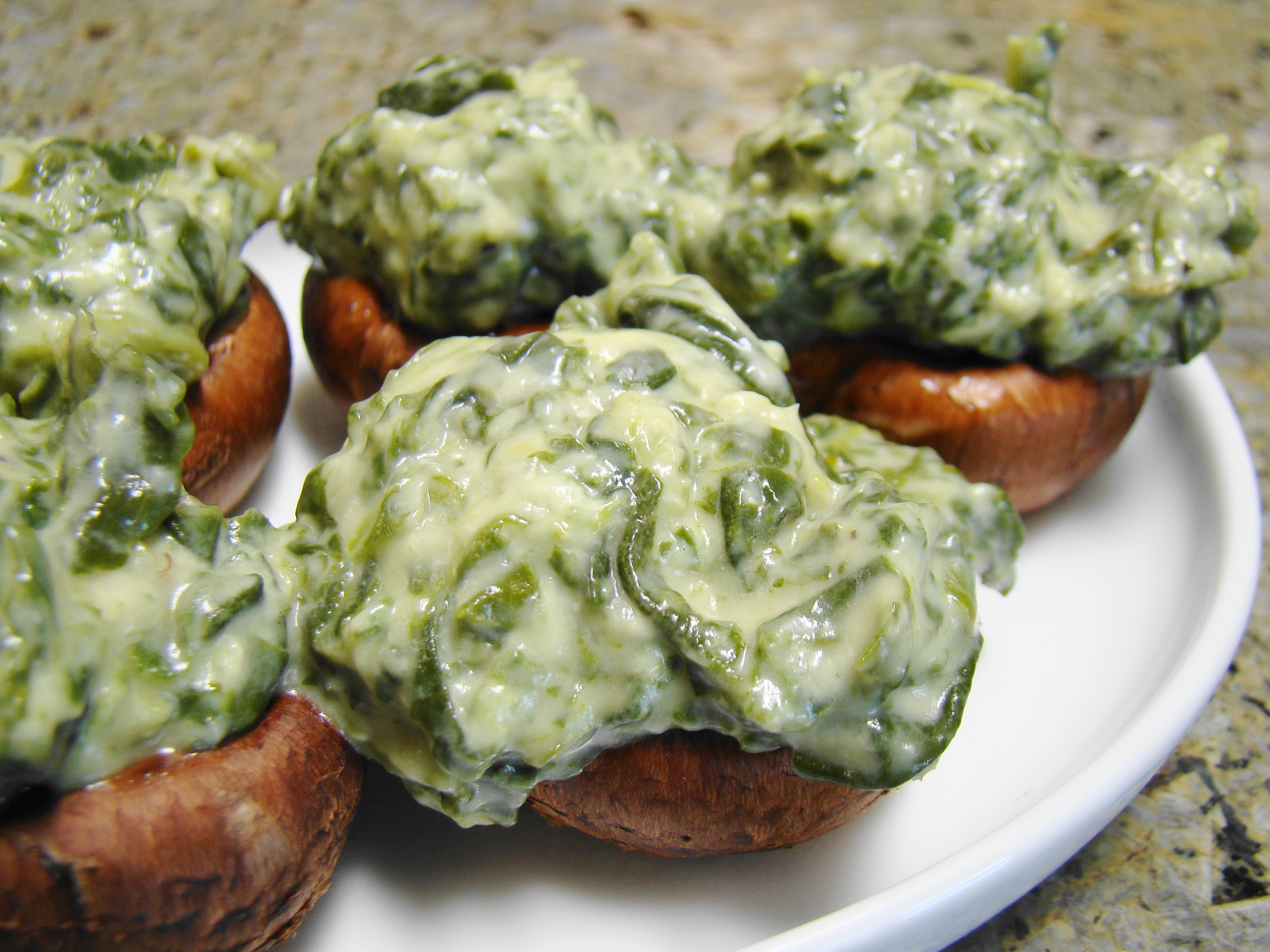
Ciuperci umplute cu cremă de spanac
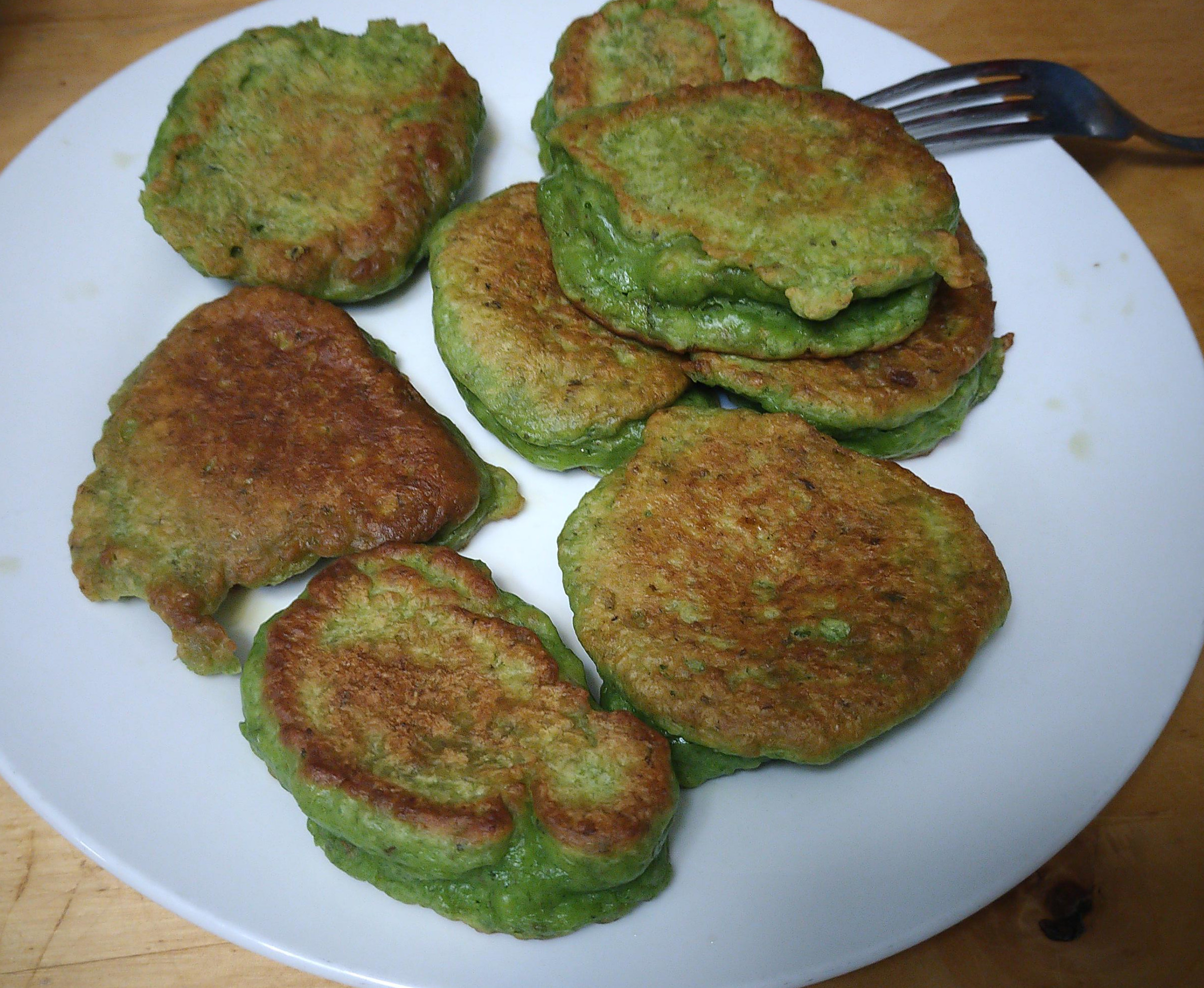
Chiftele cu spanac
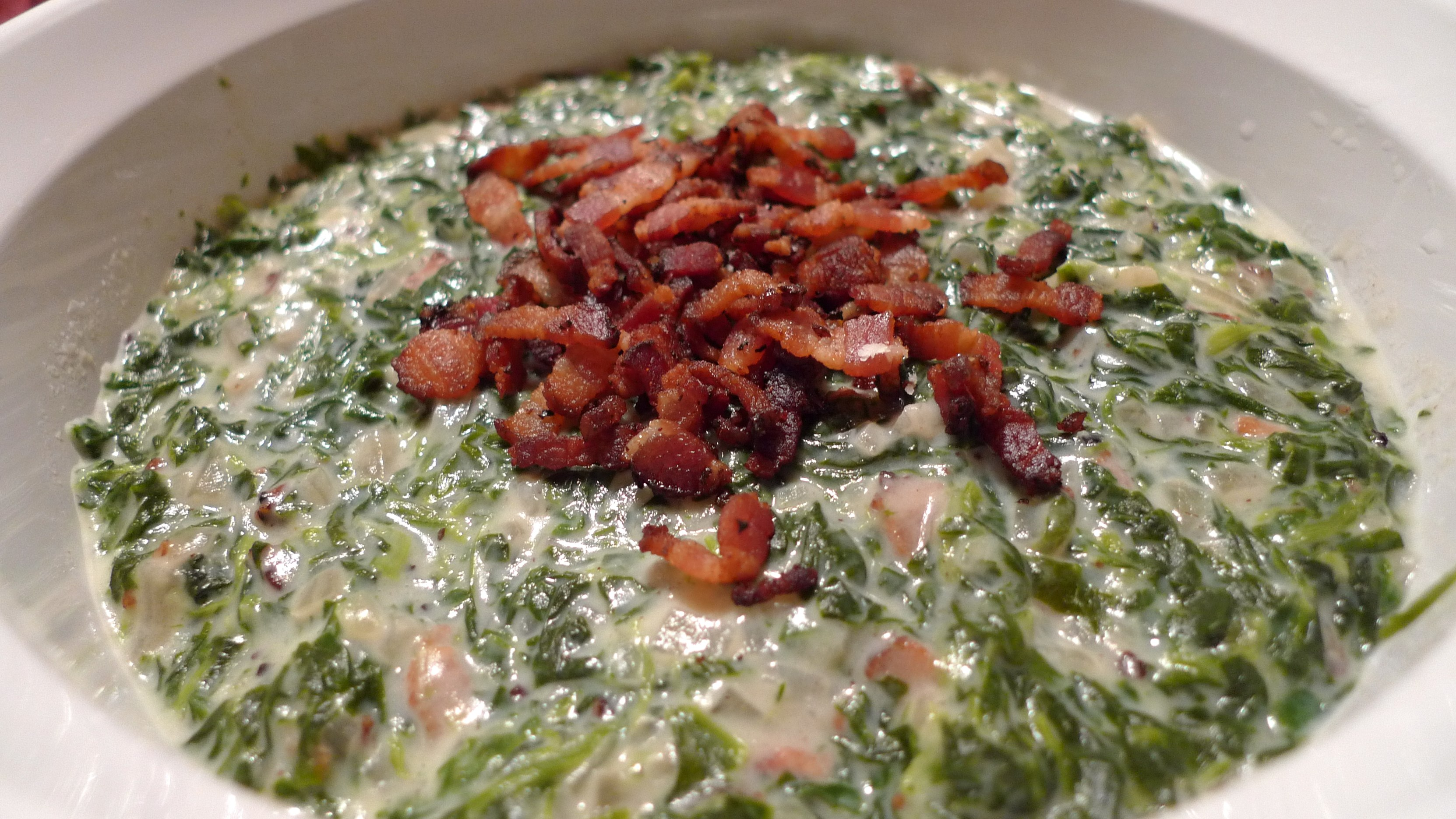
Cremă de spanac cu șuncă
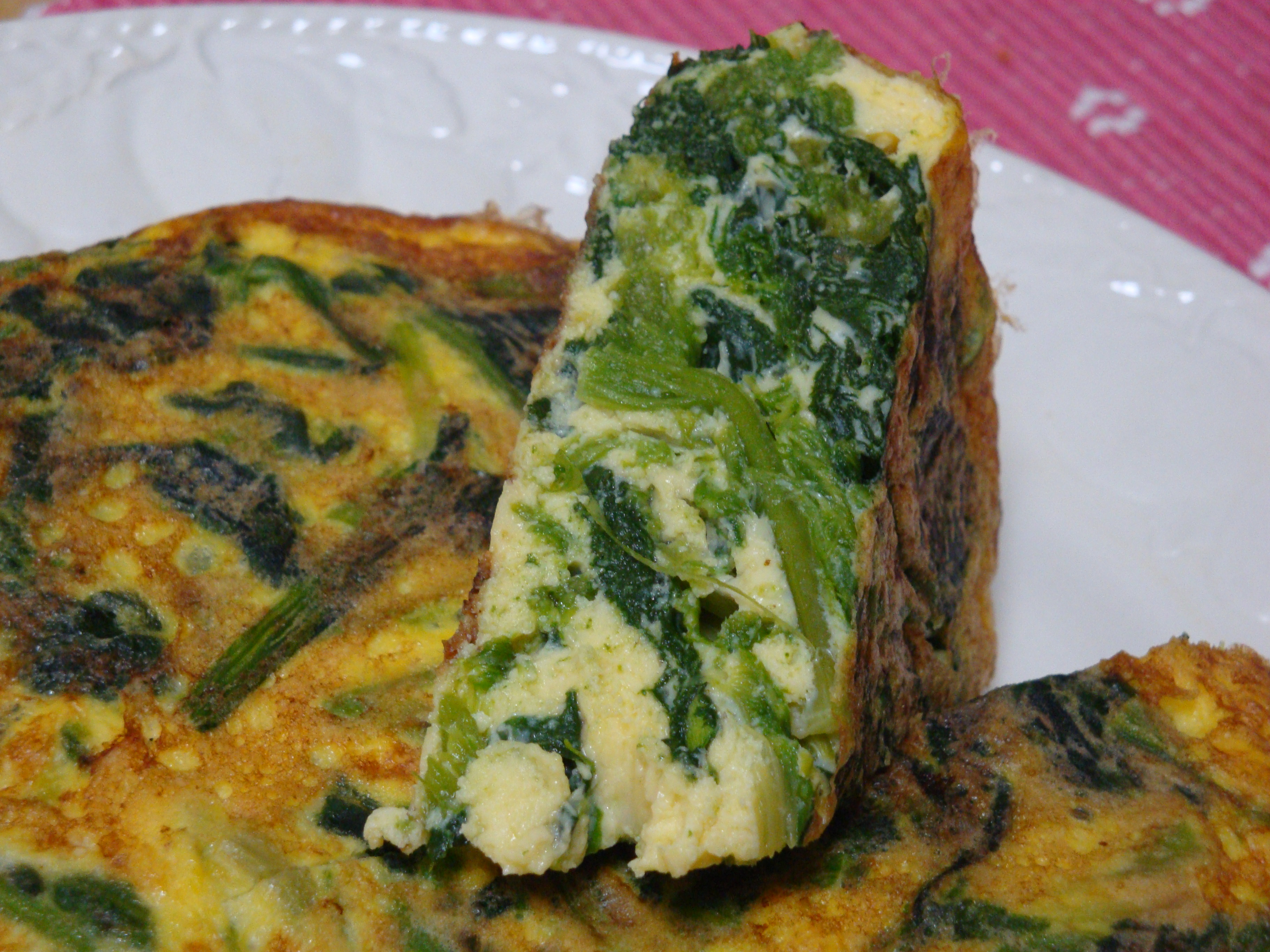
Omletă cu spanac
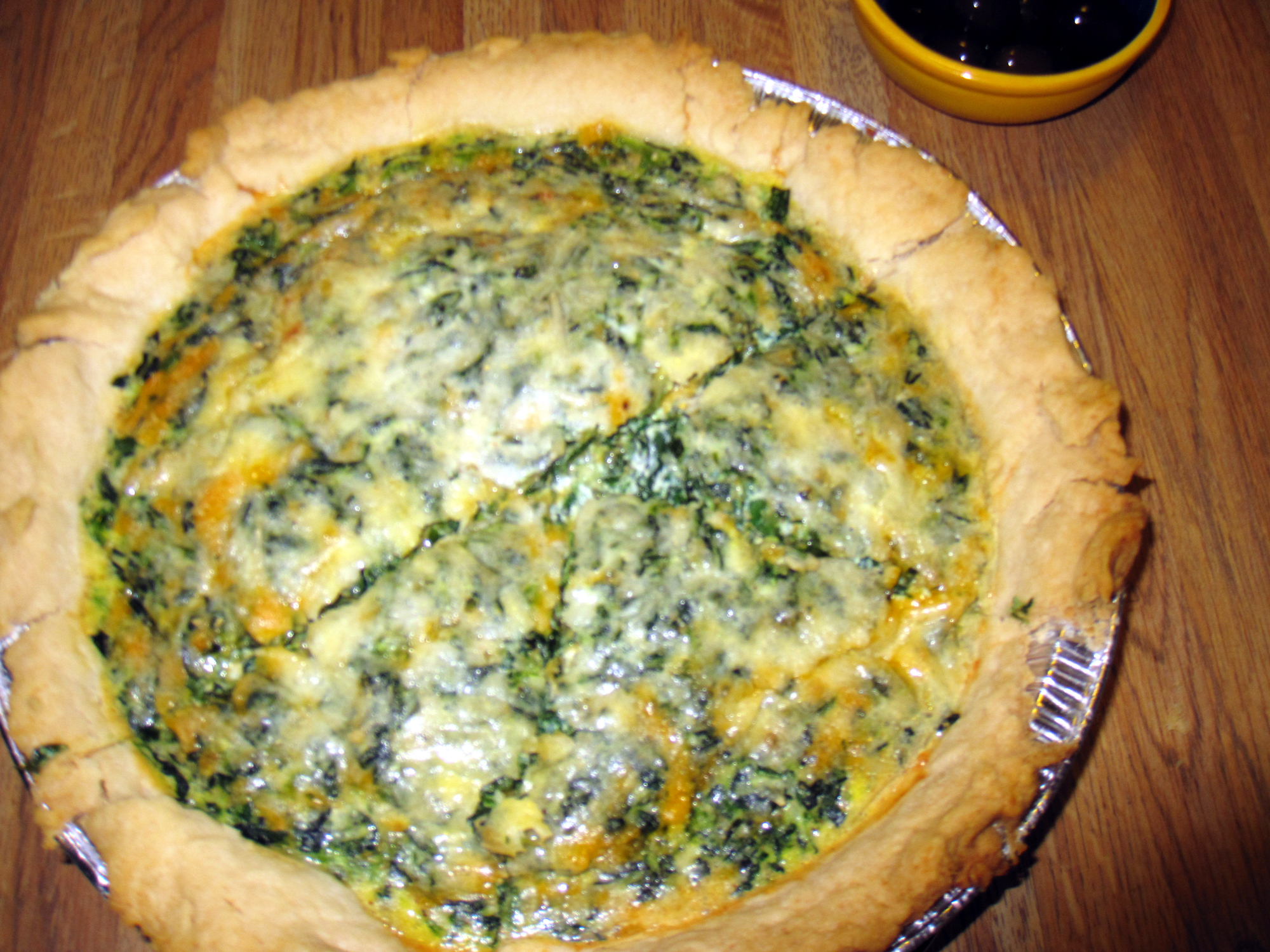
Quiche cu spanac
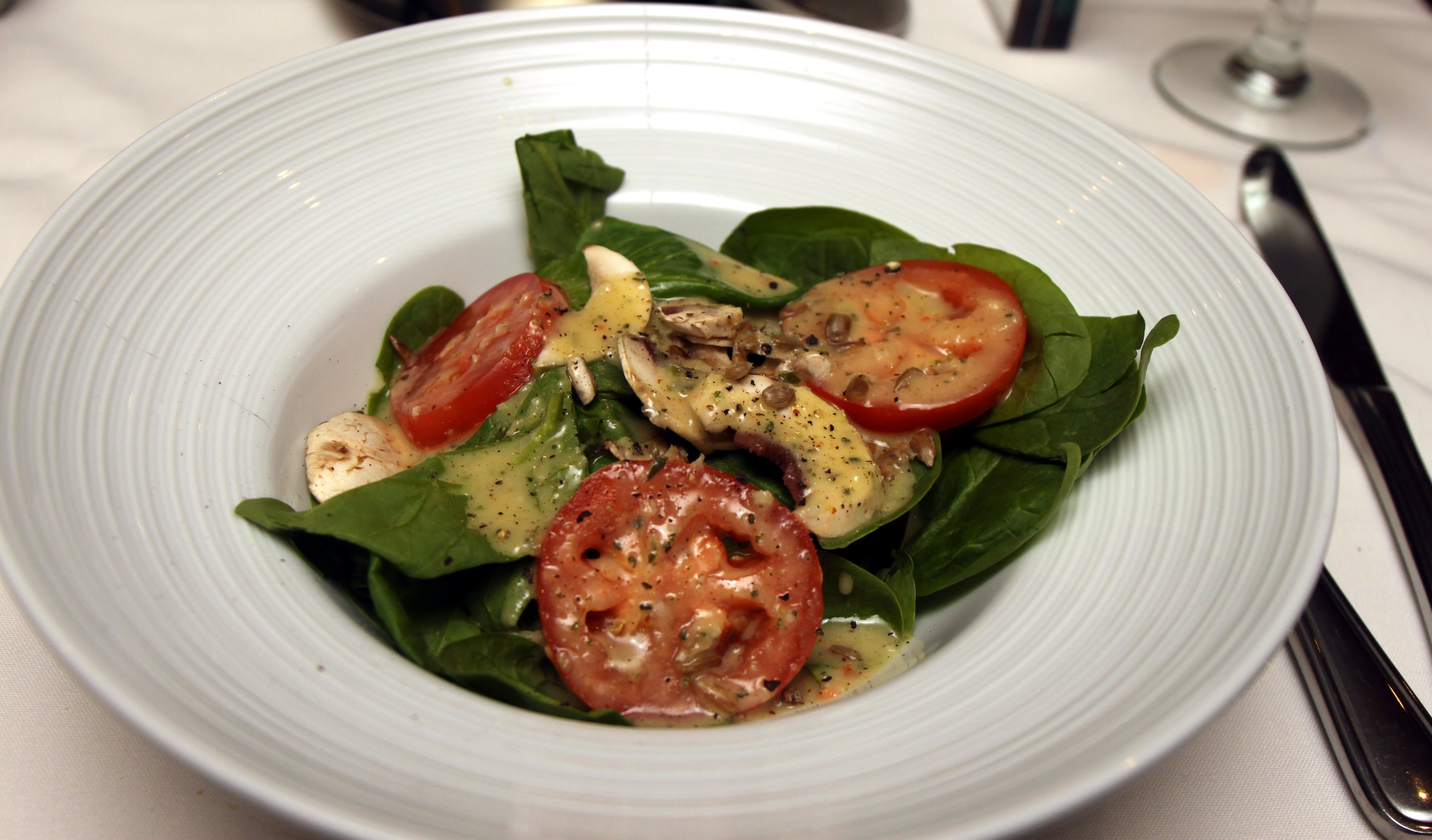
Salată de spanac cu roșii și brânză
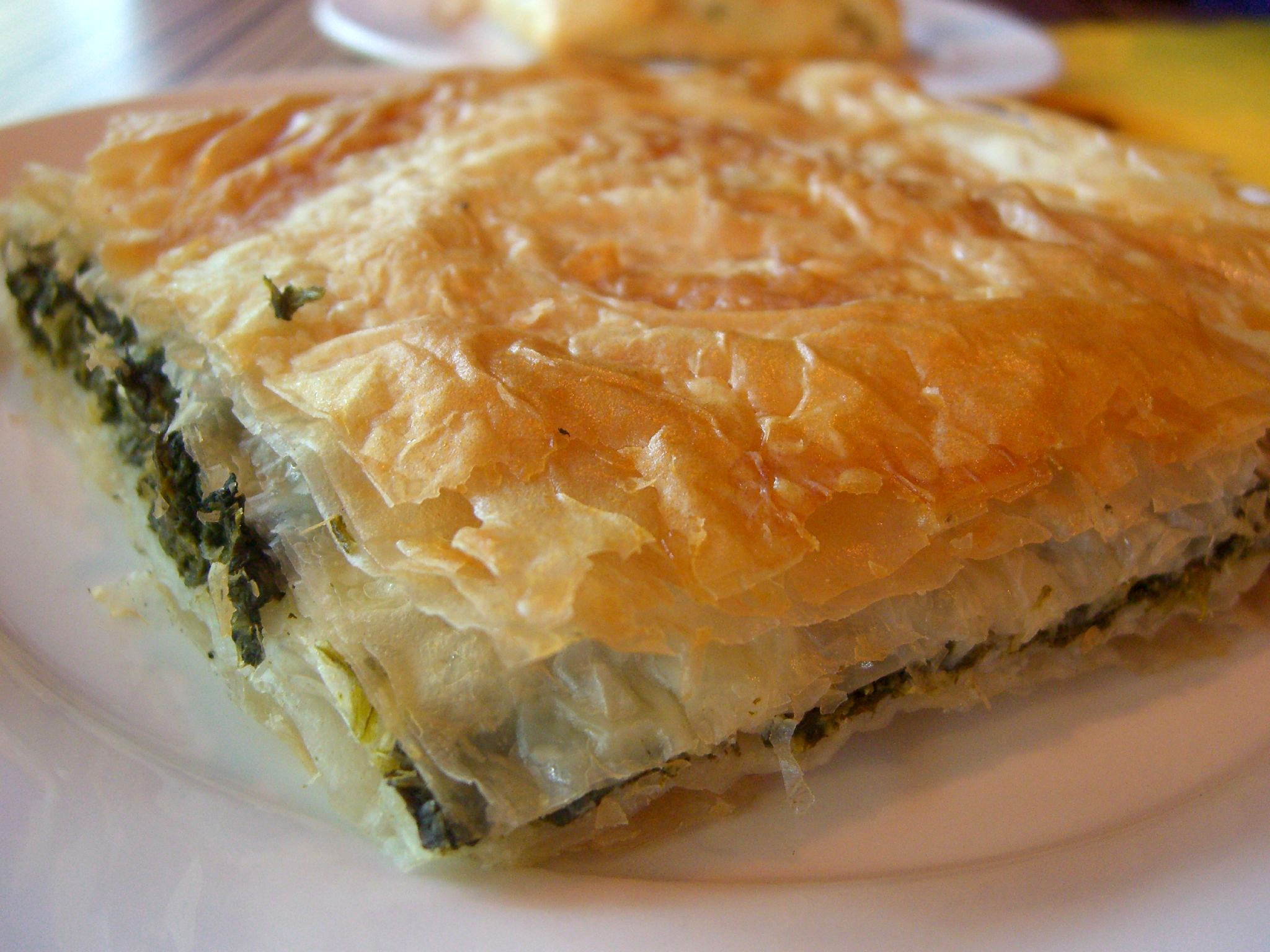
Spanakopita, plăcintă tradițională grecească
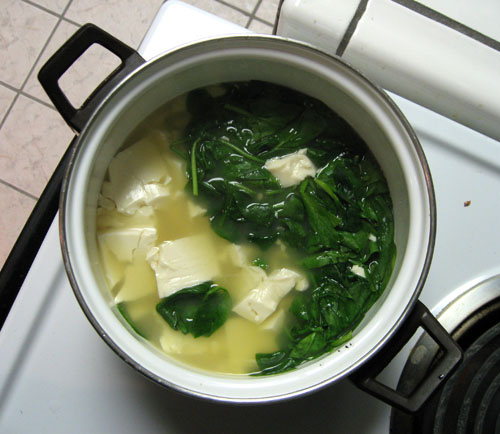
Supa de smarald cu jad alb, mâncare de origine asiatică

## Nutrienți
Spanacul crud conține 91% apă, 4% carbohidrați, 3% proteine și grăsimi neglijabile. O porție de 100 g furnizează doar 23 de calorii. Este o sursă bogată (>20% din valoarea nutritivă zilnică, VNZ) de vitamina A, vitamina C, vitamina K, magneziu, mangan, fier și folat. Spanacul este o sursă moderată (10-19% din VNZ) de vitamine B, riboflavină și vitamina B6, vitamina E, calciu, potasiu și fibre alimentare. Vitamina K exită în cantități foarte mari atât în spanacul crud (363 % din VNZ) cât și cel fiert (508 % din VNZ).

### Fier, calciu și oxalați
Deși spanacul este prezentat ca având un conținut ridicat de fier și calciu și este adesea servit și consumat sub forma sa crudă, spanacul crud conține niveluri ridicate de oxalați, care blochează absorbția calciului și a fierului în stomac și intestinul subțire. Spanacul gătit în mai multe schimburi de apă are niveluri mult mai scăzute de oxalați și este mai bine digerat, iar nutrienții săi sunt absorbiți mai bine.  Pe lângă prevenirea absorbției și utilizării fierului, nivelurile ridicate de oxalați elimină fierul din organism. 

### Vitamina C și acid folic
Spanacul este una dintre cele mai cunoscute surse de vitamina B9 (acid folic). Consumul unei cantități suficiente de acid folic cu patru săptămâni înainte de sarcină reduce foarte mult incidența spină bifidă, precum și eșecurile de închidere ale tubului neural sau malformațiile grave ale fătului 
Gătitul spanacului îi scade semnificativ concentrațiile de vitamina C și acid folic, dar mecanismele acestei pierderi sunt importante: în timp ce vitamina C pierdută este irecuperabilă deoarece este degradată de căldură, acidul folic pierdut este de fapt scurs din frunze și regăsit în lichidul de gătit.

### Luteină
Luteina, fiind solubilă în lipide și nesolubilă în apă, nu se pierde în mod semnificativ în timpul gătirii.  Luteina are proprietăți antioxidante și, ca atare, poate reduce inflamația asociată cu unele boli neurodegenerative și poate reduce degradarea țesutului osos din cauza osteoporozei.  O revizuire sistematică cu meta-analiză a arătat că, în timp ce concentrația sau aportul de luteină în sânge a fost corelată cu un risc mai scăzut de boală coronariană și accident vascular cerebral, asocierile luteinei cu tensiunea arterială, adipozitatea, rezistența la insulină și lipidele din sânge au fost inconsecvente.  O posibilă explicație pentru acest lucru poate fi un efect de confuzie, cum ar fi persoanele care mănâncă multe legume cu frunze ar putea, de asemenea, să se angajeze în alte comportamente sănătoase, astfel încât riscul mai scăzut de boli cardiovasculare și accident vascular cerebral nu poate fi atribuit cu siguranță numai concentrațiilor de luteină.

### Vitamina K
O cantitate de 100 g de spanac conține de peste patru ori cantitatea zilnică recomandată de vitamina K (filochinină). Din acest motiv, persoanele care iau anticoagulantul warfarină – care acționează prin inhibarea vitaminei K – sunt instruite să reducă la minimum consumul de spanac (precum și alte legume cu frunze de culoare verde închis) pentru a evita ablatizarea efectului warfarinei. În caz de supradozare cu warfarină, vitamina K se poate administra pentru a contracararea efectelor acesteia. Noua generație de anticoagulanți de genul apixaban, dabigatran and rivaroxaban nu se bazează pe inhibarera vitaminei K și deci ingestia de spanac nu mai reprezintă o problemă.

### Nitrați și nitriți
Spanacul este bogat în nitrați și nitriți,
care pot avea cunoscute și bine-documentate efecte adverse (cancer, în special cel de tiroidă, gastrointestinal sau al tractului urinar), dar și efecte benefice, cum are fi scăderea riscului de boli ardiovasculare și accidente vasculare cerebrale  sau reducerea riscului de demență prin îmbunătățirea fluxului sanguin cerebral.

## Producție și comercializare

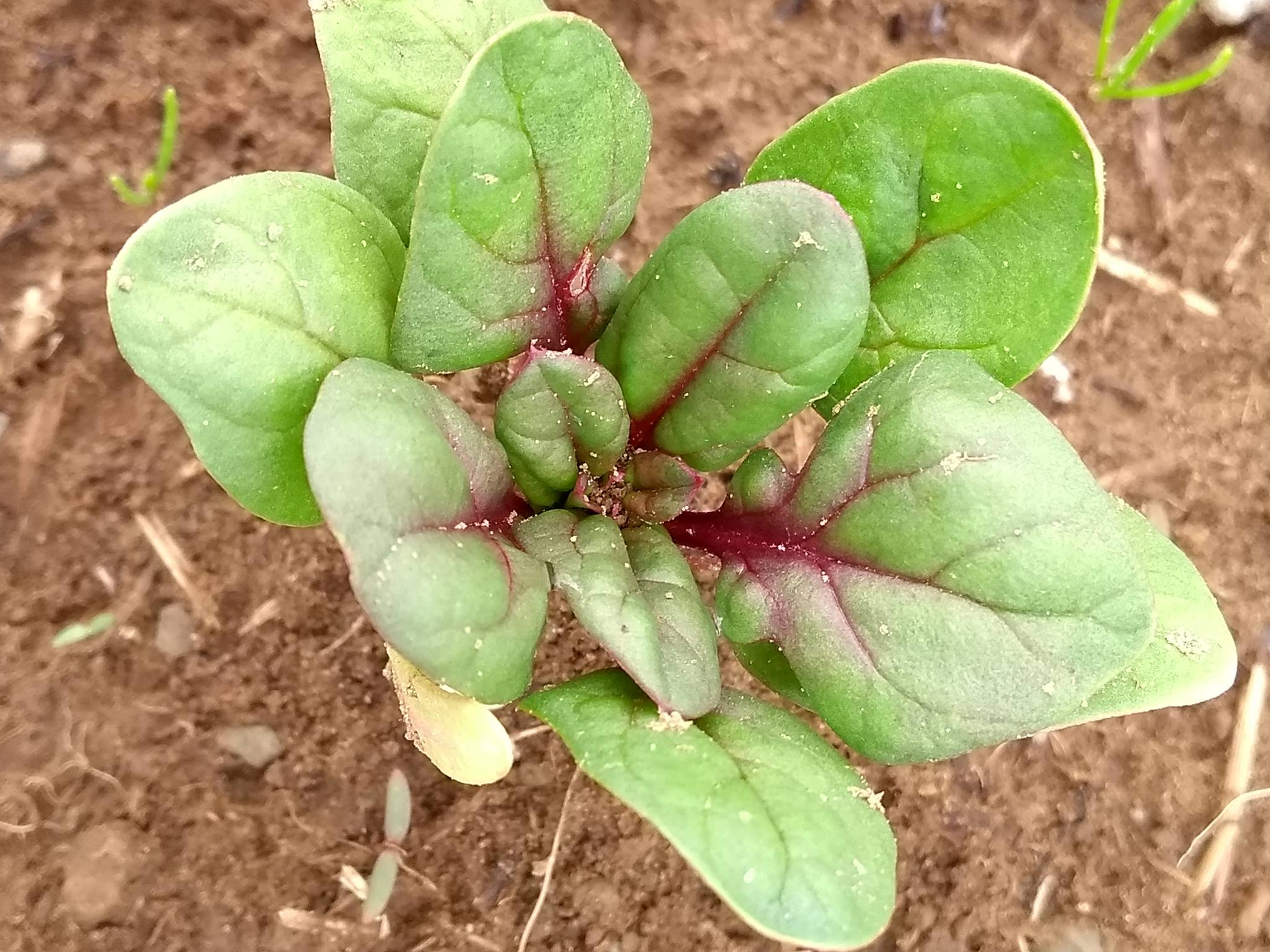
Varietate de spanac

Spanacul este cultivat pe tot parcursul anului în zonele cu climă temperată, unde înflorește vara din cauza temperaturilor în creștere.
Există spanac de primăvară, vară și iarnă. În funcție de data semănării, spanacul este deci anual sau bienal.
| Țară                                                                                      | Producție (milioane de tone) |
| ----------------------------------------------------------------------------------------- | ---------------------------- |
| China                                                                                     | 29,8                         |
| Statele Unite ale Americii                                                                | 0,3                          |
| Kenya                                                                                     | 0,2                          |
| Turcia                                                                                    | 0,2                          |
| Lume                                                                                      | 32,3                         |
| Sursa: Organizația ONU pentru Alimentație și Agricultură, Divizia de Statistică (FAOSTAT) |                              |

În 2021, producția mondială de spanac a fost de 32,3 milioane de tone, China reprezentând 92% din total.
Spanacul proaspăt se vinde în vrac, mănunchi sau proaspăt ambalat în pungi. Spanacul proaspăt își pierde o mare parte din valoarea sa nutritivă dacă este păstrat mai mult de câteva zile.   Deși refrigerarea încetinește acest efect la aproximativ opt zile, spanacul proaspăt își pierde cea mai mare parte din conținutul de acid folic și carotenoizi în această perioadă de timp. Pentru o păstrare mai lungă este conservat, înălbit sau gătit și congelat. 
Unele pungi de spanac sunt expuse la radiații pentru a ucide bacterii dăunătoare. Administrația pentru Alimente și Medicamente aprobă iradierea frunzelor de spanac de până la 4,0 kilograme, ce are un efect neglijabil sau minor asupra conținutului de nutrienți. 
Spanacul poate avea un conținut ridicat de contaminare cu cadmiu, în funcție de solul și de locul unde este cultivat. 

## În cultura populară
Personajul de benzi desenate și de desene animate Popeye Marinarul câștigă puteri fizice supraomenești când consumă o conservă de spanac.  Versurile cântecului care îl însoțesc sunt: „Sunt puternic la finac (sic), pentru că mănânc spanac”. Popeye atribuia acest lucru  conținutului de fier al spanacului, deși într-o bandă desenată din 1932 Popeye afirmă că „spanacul este plin de vitamina A” și asta îi face pe oameni puternici și sănătoși. În realitate, spanacul conține un aport moderat de fier (vezi tabelul de mai sus). Originea mitului spanacului bogat în fier se presupune a fi o greșeală tipografică, dar și această poveste pare să fie un mit.